# Waleń biskajski
Waleń biskajski, wieloryb biskajski, wal biskajski (Eubalaena glacialis) – gatunek ssaka z rodziny walowatych (Balaenidae).

## Taksonomia
Gatunek po raz pierwszy zgodnie z zasadami nazewnictwa binominalnego opisał w 1776 roku duński botanik i zoolog Otto Friedrich Müller nadając mu nazwę Balaena glacialis. Müller nie podał skąd pochodził holotyp; opierał się na północnoatlantyckich „sild-qval”, „lille-hval” lub „Nord-Kaper”, opowieściach norweskich wielorybników i książki Des alten Grönlandes Naturellhistorie, Kopenhagen z 1742 roku; miejsce typowe w ramach późniejszej desygnacji ustalono na Przylądek Północny, w Norwegii. 
Autorzy Illustrated Checklist of the Mammals of the World uznają ten gatunek za monotypowy. 

### Etymologia
- Eubalaena: gr. ευ eu „ładny, piękny”; rodzaj Balaena Linnaeus, 1758 (wal)[25].
- glacialis: łac. glacialis „lodowy”, od glacies „lód”[26].

## Zasięg występowania
Waleń biskajski występuje w północnym Oceanie Atlantyckim, począwszy od obszarów żerowania wykorzystywanych od wiosny do jesieni (w tym zatoka Maine, Zatoka Fundy i aż do Nowej Szkocji) do późnozimowych terenów rozrodczych wzdłuż południowo-wschodniego wybrzeża Ameryki Północnej (poza Florydą i Georgią), oraz w Zatoce Meksykańskiej i Bermudach na południu; sporadyczne zapisy z Grenlandii, Islandii i Norwegii. We wschodnim Oceanie Atlantyckim historyczne zapisy sięgają na południe do zatoki Chalidż as-Sintira (23°N) w Sahary Zachodniej.

## Morfologia
Długość ciała 1500–1650 cm; masa ciała około 70000 kg. Noworodki osiągają długość ciała 400–450 cm przy ciężarze około 800 kg. Waleń biskajski ma 200–270 (średnio 250) fiszbinów, każdy długi na około 300 cm; a ich ciała mogą zawierać nawet 5347 litrów oleju.

## Ekologia
Po ok. 10-miesięcznej ciąży samica rodzi jedno młode. Wielkość noworodka to 4,5 do 6 m. 

## Status zagrożenia i ochrona
W Czerwonej księdze gatunków zagrożonych Międzynarodowej Unii Ochrony Przyrody i Jej Zasobów został zaliczony do kategorii CR (ang. critically endangered „krytycznie zagrożony”). Obecna (2018) populacja szacowana jest na około 409 osobników, z których mniej niż 250 było dojrzałych. 